# Gordini Type 16

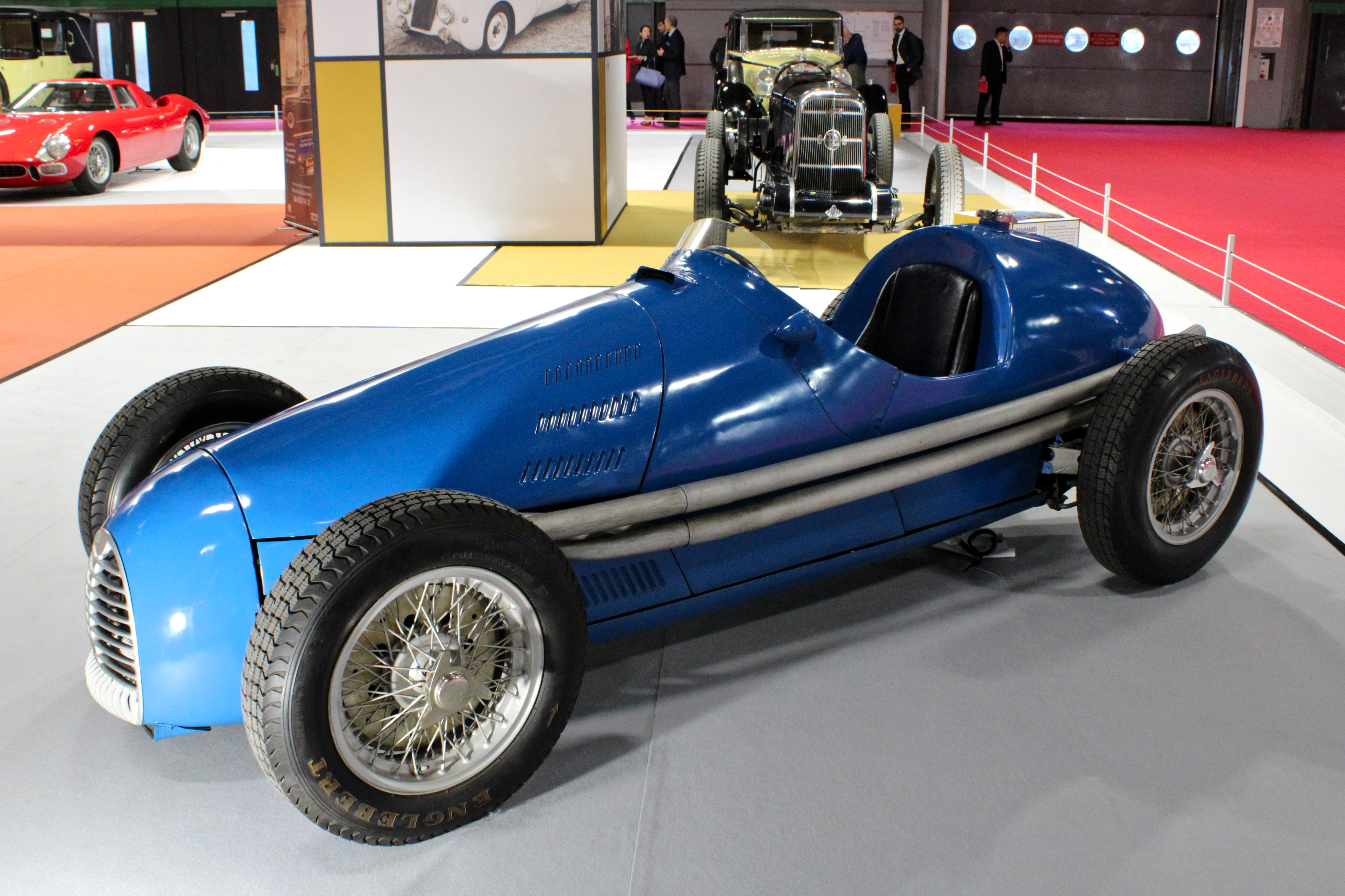
Gordini T16

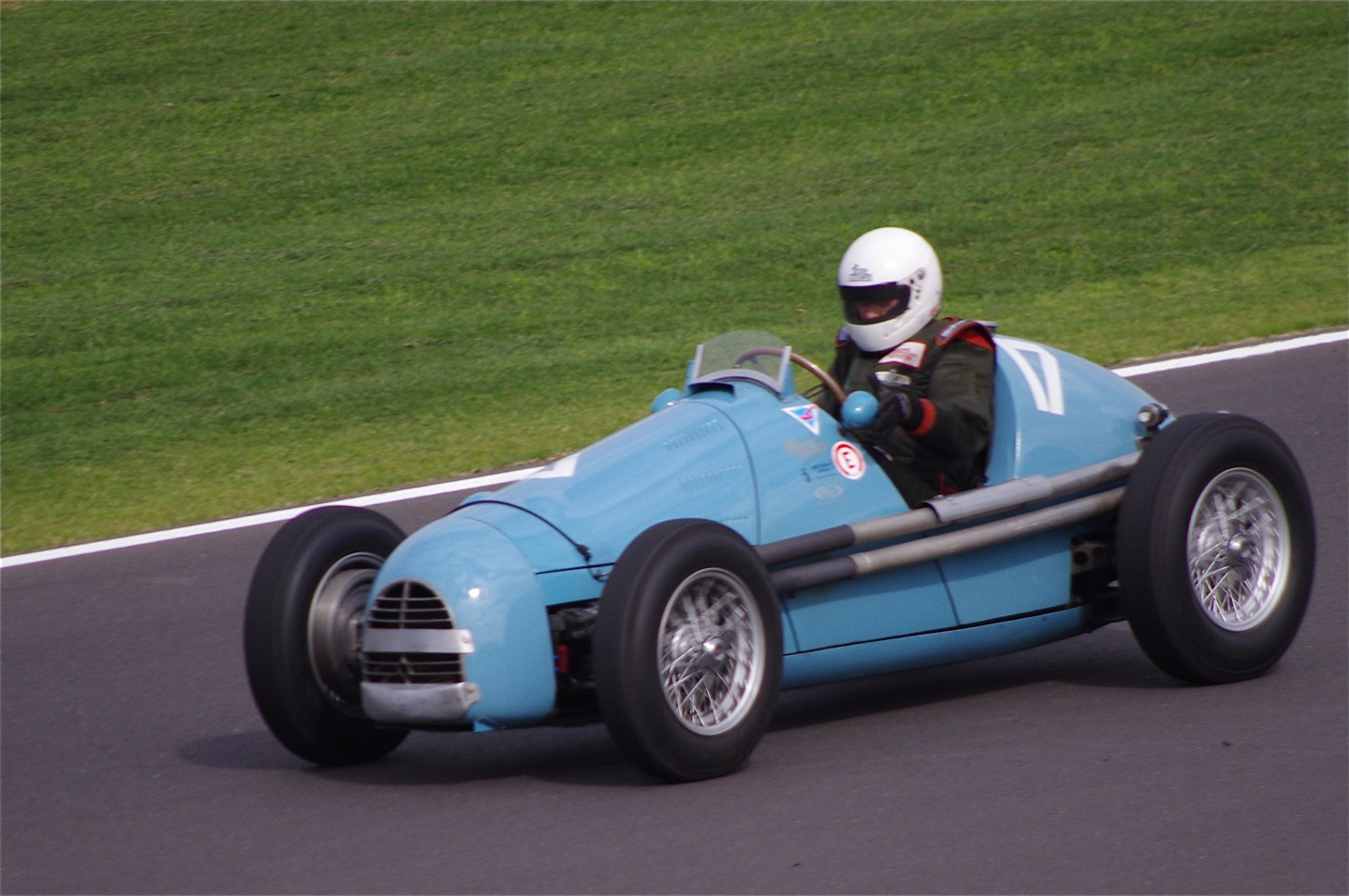
Gordini T16 (2011)

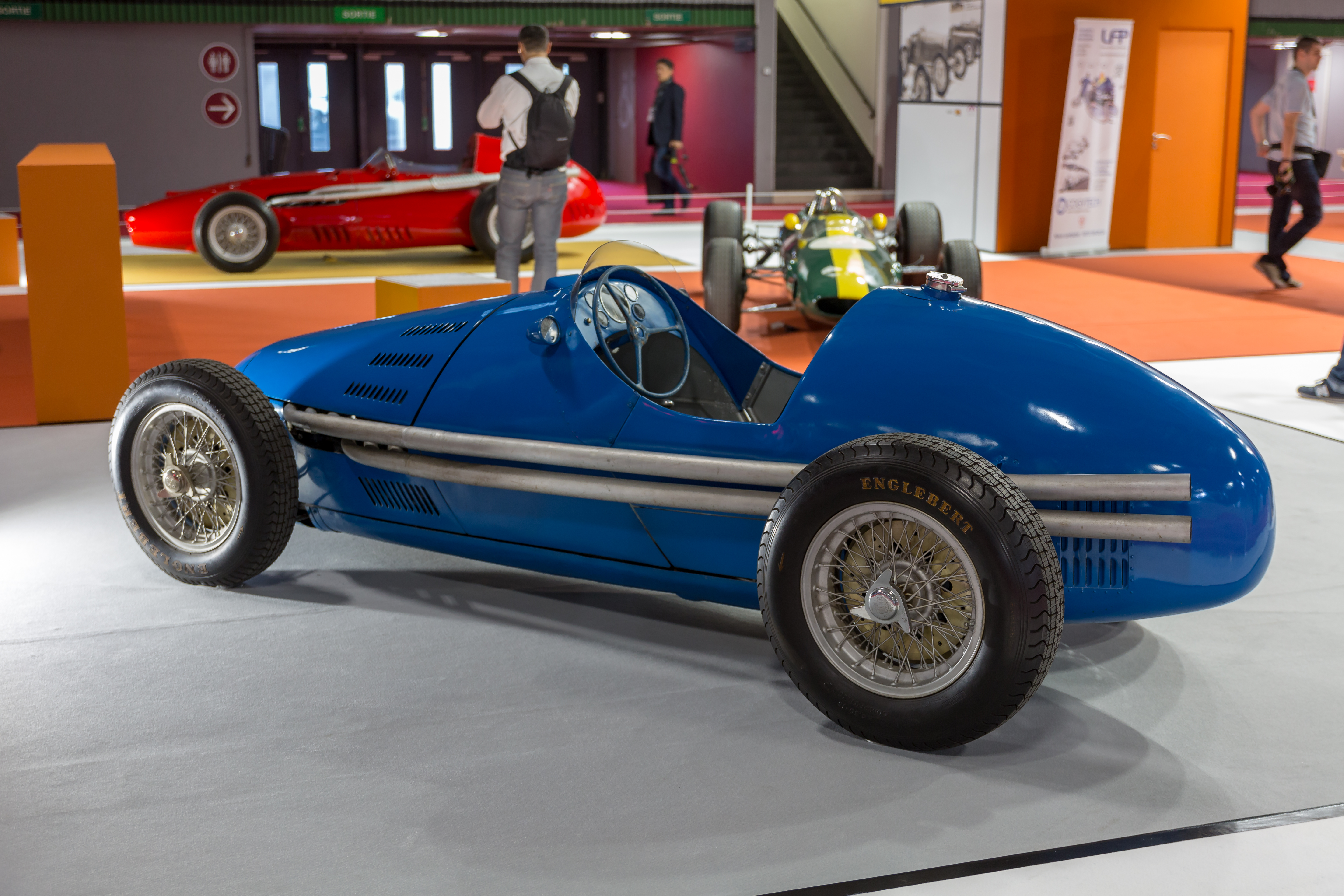
Heckansicht

Der Gordini T16 war ein Formel-2-Rennwagen, der 1952 bei Gordini entwickelt und bis 1957 auch in der Formel-1-Weltmeisterschaft eingesetzt wurde.

## Entwicklungsgeschichte
Der T16 war 1952 die erste Monoposto-Neuentwicklung bei Gordini seit den späten 1940er-Jahren. Mit dem Gordini T15 war Jean-Pierre Wimille 1948 einige Erfolge eingefahren. Die Fahrzeuge waren klein, leicht und schnell, hatten aber einen filigranen Gitterrohrrahmen. Wimille verunglückte 1949 beim Palermo-Grand-Prix in Buenos Aires mit einem T15 tödlich, allerdings hatte der Todessturz des Franzosen keinen kausalen Zusammenhang mit der Technik des Type 15.
Die Neuentwicklung eines Monoposto-Rennwagens stand auch im eignen Zusammenhang mit der Trennung von Amédée Gordini von Simca. Simca war an größeren Stückzahlen bei der Produktion der Rennwagen – vor allem bei den Sportwagen – interessiert. Das stand im Gegensatz zu den Vorstellungen von Gordini, der mit seinem Unternehmen klein und überschaubar bleiben wollte. Die Trennung von Simca hatte auch zur Folge, dass Gordini einen eigenen Motor konstruieren musste.
Wie sein Vorgängermodell war der Type 16 ein sehr leichter Rennwagen, der einen einfachen Gitterrohrrahmen mit einer unabhängigen Vorderachse hatte. Hinten hatte der Wagen eine Starrachse. Der erste Motor war ein 2-Liter-Sechszylinder-Aggregat mit doppelter Nockenwelle und zwei Weber-Vergasern, das 170 PS leistete. Der Wagen war nach dem technischen Reglement der Formel 2 entwickelt, da nach dieser Rennformel die Rennen der Fahrerweltmeisterschaft 1952 und 1953 ausgefahren wurden.

## Rennhistorie
1952 fuhren die beiden Franzosen Robert Manzon und Jean Behra sowie der thailändische Prinz Bira als Werksfahrer bei Gordini. Sein Debüt gab der Rennwagen beim Großen Preis der Schweiz 1952. Manzon und Bira fielen mit Motorschaden- bzw. Stoßdämpferdefekt aus. Jean Behra erreichte mit dem Wagen hinter den beiden Ferrari 500 von Piero Taruffi und Rudolf Fischer den dritten Rang und somit den ersten Podestplatz für den T16 in der Weltmeisterschaft. Obwohl den Ferrari 500 klar unterlegen, etablierte sich Gordini 1952 als zweite Kraft in der Weltmeisterschaft. Beim Großen Preis von Belgien führte Behra zu Beginn sogar das Rennen an, kollidierte aber später mit Piero Taruffi und musste aufgaben. Diesmal war es Robert Manzon, der einen dritten Gesamtrang einfahren konnte. Der Grand Prix de la Marne zählte nicht zur Weltmeisterschaft, war aber hochkarätig besetzt. Auch die Werks-Ferrari waren am Start. Jean Behra feierte einen Start-Ziel-Sieg und sorgte für den ersten Rennsieg des T16. Bei den weiteren Rennen zur Weltmeisterschaft waren die kleinen Gordini jedoch chancenlos. Manzon erreichte in der Endwertung der Weltmeisterschaft den sechsten Gesamtrang; Behra wurde Elfter.
1953 verschärfte sich die Situation bei Gordini. Weil die T16 nach wie vor zu wenig Motorleistung hatten, häuften sich die Motorschäden, oft schon in frühen Rennphasen. Dazu kam, dass das kleine Team große finanzielle Probleme hatte. Dies hatte zur Folge, dass Teile erst getauscht wurden, wenn es überhaupt nicht mehr anders ging. Um zu viel Startgeld zu kommen, meldete Gordini die Fahrzeuge bei vielen Veranstaltungen und reizte somit die Materialknappheit noch mehr aus. Nicht selten gingen die Fahrer bei mehreren Rennen an einem Wochenende an den Start.
1954 wurden die T16 an das neue Formel-1-Reglement angepasst und erhielten einen neuen 2,5-Liter-Motor. Für den leichten Rahmen war der Motor aber zu schwer, sodass auch dieses Jahr vor allem von Ausfällen geprägt war. Ende des Jahres wurden die T16 an Privatfahrer verkauft und das Team konzentrierte sich auf die Entwicklung des Nachfolgemodells, den T32.